# Сузан Колинс
Сузан Колинс (рођена 10. августа 1962) је америчка књижевница и телевизијска списатељица. Најпознатија је као ауторка серије дистопијских књига за младе Игре глади.

## Младост
Сузан Колинс је рођена 10. августа 1962. у Хартфорду, у Конектикату, у породици Џејн Брејди Колинс (рођена 1931) и потпуковника Мајкла Џона Колинса (1931–2003), официра америчког ваздухопловства који је служио у корејском и вијетнамском рату. Она је најмлађа од четворо деце, међу којима су Кетрин (рођена 1957), Ендру (рођен 1958) и Џоан (рођена 1960). Као ћерка војног официра, она и њена породица су се стално селили. Детињство је провела на истоку Сједињених Држава.
Колинсова је дипломирала на Школи лепих уметности у Алабами у Бирмингему 1980. године на смеру позоришне уметности. Дипломирала је на Универзитету Индијана у Блумингтону 1985. године на смеровима позориште и телекомуникације. Године 1989, Колинсова је магистрирала из драмског писања на Тишовој школи уметности Универзитета у Њујорку.

## Каријера
Сузан Колинс је започела своју каријеру 1991. године као писац дечјих телевизијских емисија. Радила је на неколико емисија за Nickelodeon, укључујући Clarissa Explains It All, The Mystery Files of Shelby Woo, Little Bear, Oswald и Wow! Wow! Wubbzy!. Није написала књигу за децу Little Bear, која се понекад погрешно сматра њеном књигом. Такође је била главни писац за Clifford's Puppy Days компаније Scholastic Entertainment. Добила је номинацију за анимацију, Удружења писаца Америке као ко-сценариста божићног специјала, Santa, Baby! Након што је упознала дечјег аутора Џејмса Проимоса док је радио на Kids' WB емисији Generation O!, Колинсова се  инспирисала да сама пише књиге за децу. Њена инспирација за Gregor the Overlander-а, прву књигу серије бестселера The New York Times-а The Underland Chronicles, дошла је из Алисе у земљи чуда, када је размишљала о томе како је већа вероватноћа да ће неко пасти у шахт него у зечју рупу, а нашао би нешто друго осим чајанке. Између 2003. и 2007. написала је пет књига The Underland Chronicles: Gregor the Overlander, Gregor and the Prophecy of Bane, Gregor and the Curse of the Warmbloods, Gregor and the Marks of Secret и Gregor and the Code of Claw. Написала и римовану сликовницу, When Charlie McButton Lost Power (2005), коју је илустровао Мајк Лестер.
У септембру 2008, Scholastic Corporation је објавио Игре глади, прву књигу трилогије Сузан Колинс. Игре глади су делимично инспирисане грчким митом о Тезеју и Минотауру. Још једна инспирација била је каријера њеног оца у ваздухопловству, која јој је дала увид у сиромаштво, глад и последице рата. Друга књига трилогије, Лов на ватру, објављена је у септембру 2009. године, а трећа књига, Сјај слободе, објављена је 24. августа 2010. У року од 14 месеци, само у Северној Америци штампано је 1,5 милиона примерака прве две књиге Игре глади. Игре глади биле су на листи најпродаванијих Њујорк тајмса више од 60 недеља заредом. Lionsgate је стекао права на дистрибуцију широм света филмске адаптације Игара глади, коју је продуцирала продуцентска кућа Color Force. Колинсова је сама адаптирала роман за филм. У режији Герија Роса, снимање је почело у касно пролеће 2011. године, а Џенифер Лоренс је глумила главну јунакињу Кетнис Евердин. Џош Хачерсон је играо Питу Меларка, а Лијам Хемсворт Гејла Хоторна. Наредна два романа су такође адаптирана у филмове, при чему је последња књига подељена на два филмска дела, за укупно четири филма која представљају три књиге. Као резултат популарности књига Игре глади, Колинс је проглашена за једног од најутицајнијих људи часописа Time у 2010. У марту 2012. Амазон је објавио да је постала најпродаванији Kindle аутор свих времена. Амазон је такође открио да је Колинсова написала 29 од 100 најистакнутијих одломака у Киндле е-књигама — а на засебној Амазон листи недавно истакнутих пасуса написала је 17 од 20 најбољих. Колинсова је 17. јуна 2019. најавила да ће преднаставак Игара глади бити објављен 19. маја 2020. Премиса је заснована на животу будућег председника Кориолана Сноуа, 64 године пре догађаја из трилогије Игре глади. Дана 4. октобра 2019. откривено је да је наслов Балада о птици певачици и змији.

## Награде
- 2011 – Калифорнијска медаља младог читаоца[22]
- Најбоље књиге године Publishers Weekly: дечја белетристика[23]
- Америчко библиотечко удружење: 10 најбољих књига за селекцију младих[24]
- ALA Notable Books for Children[25]
- 2008 Cybils Award – Фантастика и научна фантастика[26]
- Kirkus најбоља књига за младе у 2008.
- Фанфаре Horn Book-а[27]
- Најбоље књиге 2008, School Library Journal.[28]
- Избор Book List Editor-а, 2008.[29]
- NY Public Library, 100 наслова за читање и дељење[30]
- 2004 NAIBA Children's Novel Award[31]
- 2006 ALSC Notable Children's Recording (аудио верзија)[32]
- Награда Authors Guild 2016. за изузетну службу књижевној заједници (први пут додељена аутору књижевности за младе)[33]

## Публикације

### The Underland Chronicles
1. Gregor the Overlander (2003)
2. Gregor and the Prophecy of Bane (2004)
3. Gregor and the Curse of the Warmbloods (2005)
4. Gregor and the Marks of Secret (2006)
5. Gregor and the Code of Claw (2007)

### СеријаИгре глади
1. Игре глади (2008)
2. Лов на ватру (2009)
3. Сјај слободе (2010)

#### Преднаставци
1. Балада о птици певачици и змији (2020)
2. Освит дана жетве (2025)

### Остале књиге
- Fire Proof: Shelby Woo #11 (1999)
- When Charlie McButton Lost Power (2005)
- Year of the Jungle (2013)